# Koninklijke Gaanderijen
De Koninklijke Gaanderijen te Oostende vormen samen met de Venetiaanse Gaanderijen en het Thermae Palace Hotel een geheel van galerijen langs de Oostendse zeedijk. Ze werden gebouwd tussen 1902 en 1906 naar plannen van de Franse architect Charles Girault in opdracht van de stad Oostende en koning Leopold II.

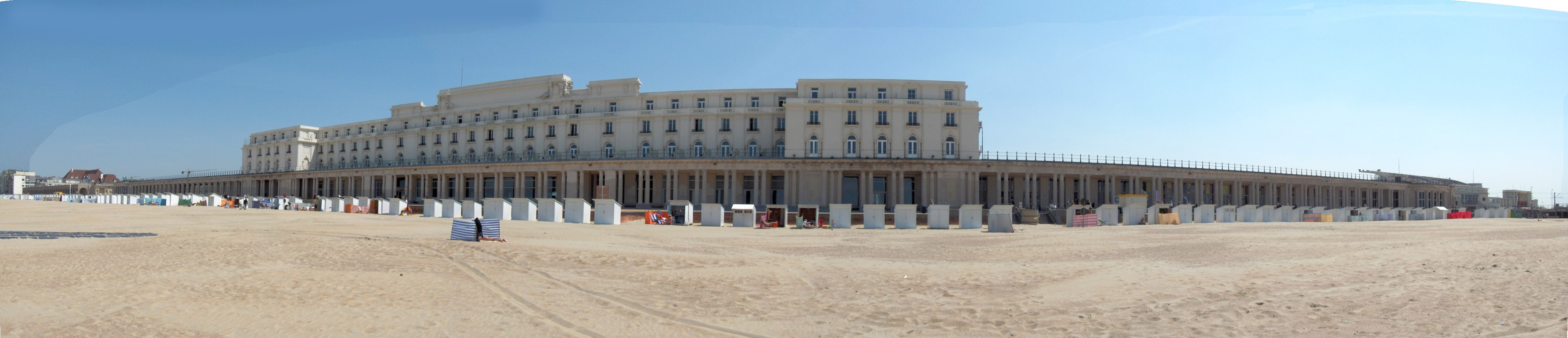
Panoramisch gezicht op de Koninklijke Gaanderijen en het Thermae Palace Hotel, gezien vanaf het strand

## Architectuur
De Koninklijke Gaanderijen bevinden zich op de zeedijk tussen het Koninklijk Chalet en de Wellingtonrenbaan. Ze bestaan uit twee zuilengangen, gedeeltelijk gescheiden door een glazen wand. De gekoppelde Dorische zuilen moesten, volgens de architect Girault, een Romeinse architectuur oproepen uit de tijd van keizer Hadrianus. Deze wandelgalerij moest, in de optiek van Leopold II, passen in een project voor een prestigieus koninklijk paleis. Het diende in de eerste plaats als passage naar de renbaan voor de koning en zijn hoge gasten, zonder dat ze gehinderd werden door weer en wind. Ze konden hiervoor kiezen uit een van beide zuilengangen. De zuilengangen zijn ongeveer 380 m lang en eindigen aan beide kanten in een gesloten paviljoen met salon.

## Geschiedenis

### 1877 - 1906: Voorgeschiedenis en bouw Koninklijke Gaanderijen
In 1877 werd het gebied van Mariakerke, ten oosten van de Parijsstraat, bij Oostende gevoegd. Dit betekent dat de zone tussen het Koninklijk Chalet en Mariakerke van Oostende uit zou verbouwd worden. Maar de terreinen rond het Koninklijk Chalet bleven lang verwaarloosd. Daarom kocht de Koninklijke familie de gronden op om er, in 1900, de Venetiaanse Gaanderijen te bouwen. Met die bouw wilde Koning Leopold II de dijk tussen Oostende en Mariakerke verfraaien. In 1902 werd verder gebouwd aan de geplande promenade door de aanleg van de Koninklijke Gaanderijen.
De koning volgde nauwgezet de werken en bracht op 25 februari 1905 een bezoek aan de gaanderijen in opbouw. De eerste fase van de bouw werd bekostigd met de toelage die de stad Oostende in 1902 kreeg als compensatie voor de wettelijke afschaffing van de kansspelen. Leopold II bekostigde een deel van de bouw van de tweede fase uit zijn persoonlijk fortuin.

### 1906-1977: WO I & II en verdere uitbereiding site
Tijdens de Eerste Wereldoorlog werden de smeedijzeren hekken tussen de zuilen weggevoerd om omgesmolten te worden.
In 1932-1933 werd het Thermae Palace Hotel gebouwd centraal boven en achter de Koninklijke Gaanderijen, naar een ontwerp van de Oostendse architect André-Louis Daniëls (1833-1976).
Tijdens de Tweede Wereldoorlog werd de galerij over heel de lengte toegemetseld door de Duitse bezetter. Zo werd het gebouw een schakel in de Atlantikwall.
Aan de achterkant, aan de Koninginnelaan, bevindt zich het gebouw van het voormalig Stedelijk Zwembad, gebouwd tussen 1974 en 1977 door de Oostendse architect Paul Felix (1913-1981).
De galerijen vormen het decor voor het schilderij "La Nuit" van Léon Spilliaert (verzameling Belgische Staat).

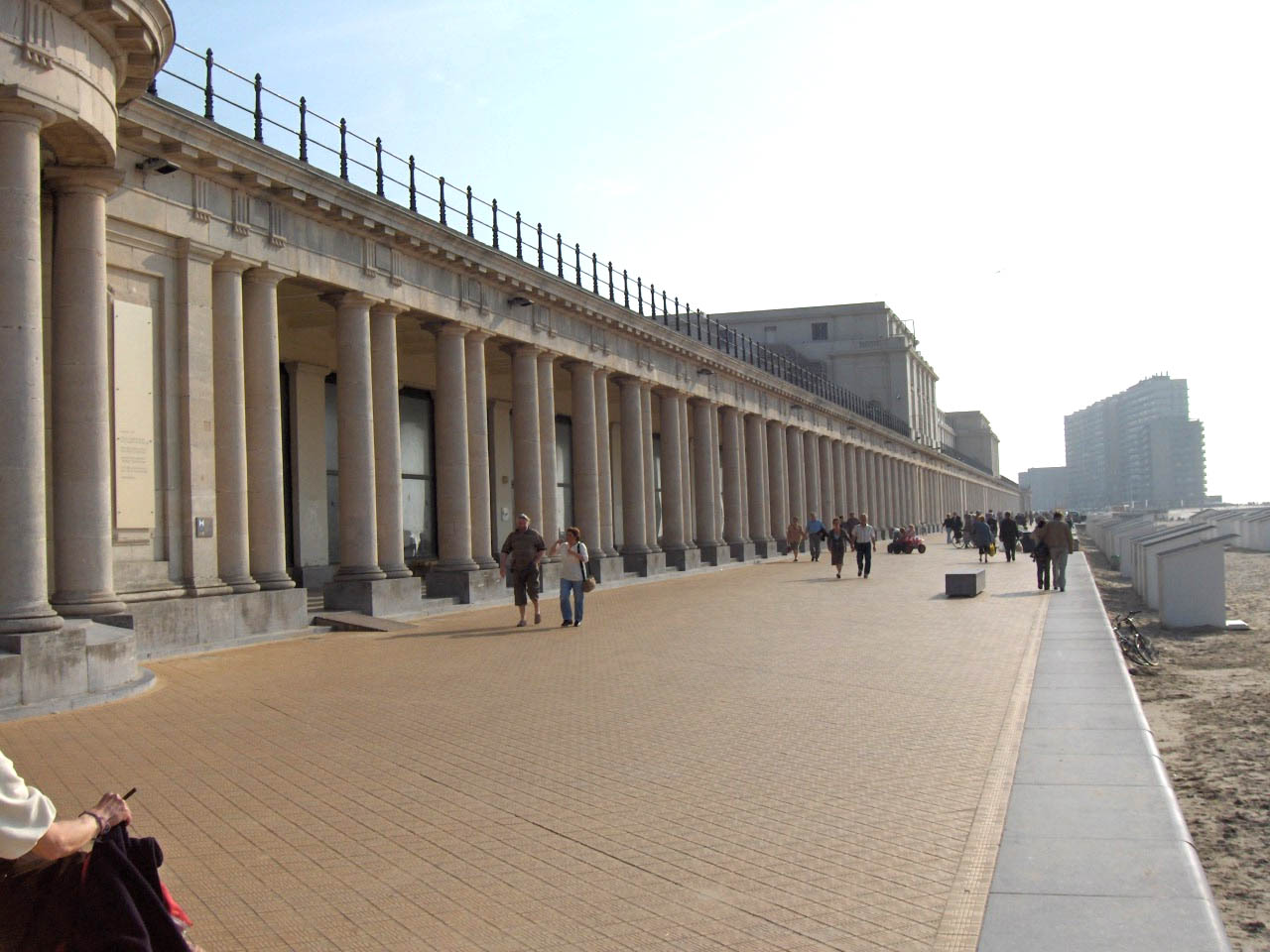
Gezien vanaf de zeedijk
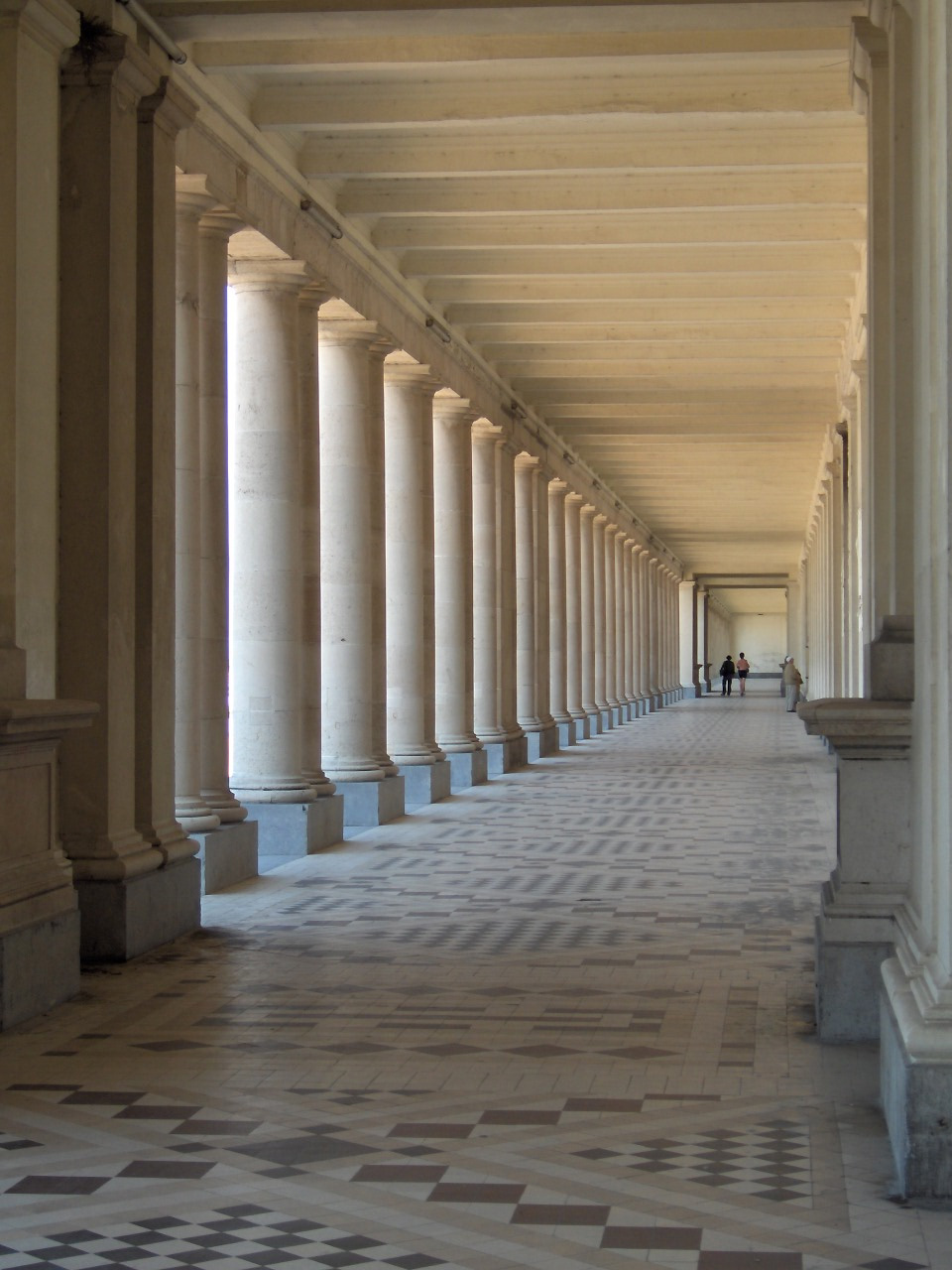
binnengezicht

### Renovaties
Op 11 december 2019, nadat het dossier jarenlang aansleepte, werd aangekondigd dat de Koninklijke Gaanderijen en het Thermae Palace Hotel zouden worden gerenoveerd. Daarnaast zouden op dezelfde site ook appartementen gebouwd worden. Een studie maakte duidelijk dat de renovatie 70 miljoen euro zou gaan kosten. De renovaties zouden anderhalf jaar na deze aankondiging beginnen, maar de financiering van dit project sleepte jarenlang aan omdat er geen appartementen mogen gebouwd worden bovenop het hotel.
Op 23 januari 2022, kondigde de Vlaamse Regering aan dat ze 10 miljoen euro vrijmaken om te investeren in de renovatie van de site. Op 5 december 2023 werden de definitieve plannen bekend gemaakt. Slechts 30% van het complex zou tot dan toe in gebruik zijn. Daarom wordt het hotel gerenoveerd tot een kwaliteitshotel met 90 tot 135 kamers, een ontbijtzaal en een restaurant. Daarnaast zou ook het Oostendse museum Kunstmuseum aan Zee verhuizen naar de site. Om het project economisch haalbaar te maken, werd ook beslist om nieuwe residentiële woningen te bouwen in de buurt van het huidig hotel.